# Panorpa waongkehzengi
Panorpa waongkehzengi är en näbbsländeart som beskrevs av Navás 1935. Panorpa waongkehzengi ingår i släktet Panorpa och familjen skorpionsländor. Inga underarter finns listade i Catalogue of Life.